# Poaka
Poaka – wieś w Estonii, w prowincji Järva, w gminie Türi.